# MAC³PARK Stadion
El MAC³PARK Stadion es un estadio de usos múltiple ubicado en la ciudad de Zwolle en los Países Bajos. Es utilizado principalmente para los partidos de local del club PEC Zwolle de la Eredivisie de los Países Bajos. Cuenta con capacidad para 12 500 espectadores. El MAC³PARK Stadion reemplazó al Oosterenkstadion en 2009 como el estadio local del club. 
Anteriormente el estadio llevó el nombre de FC Zwolle Stadion entre 2007 y 2012, y IJsseldeltastadion entre 2012 y 2016. El actual nombre, MAC³PARK Stadion, fue anunciado en noviembre de 2015 y oficialmente adoptado el 1° de julio de 2016.

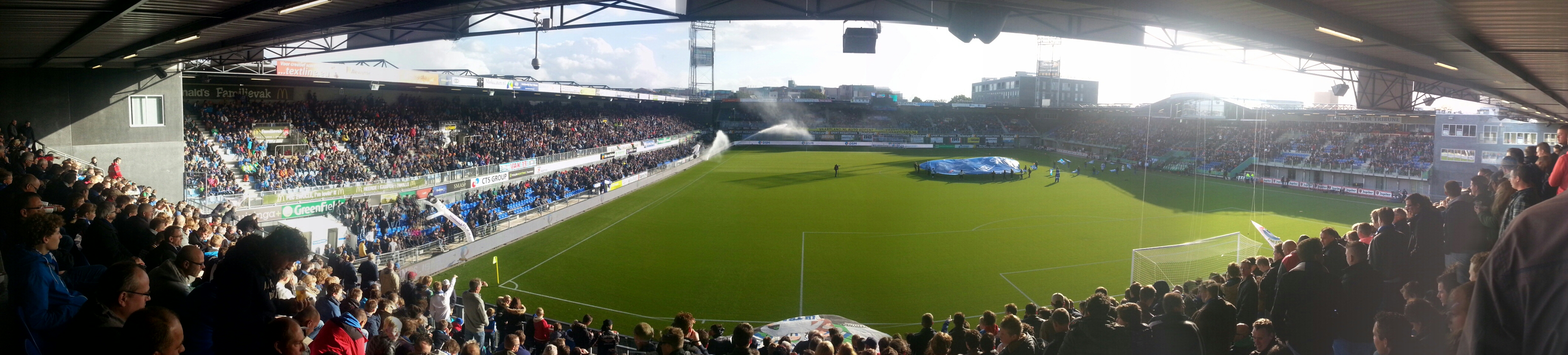
Panorámica del estadio.